# Totalna organizacija
Totalno organizacijo ali totalno institucijo ameriški sociolog Erving Goffman definira kot družbeno organizacijo oziroma institucijo, v katerih so osebe izolirane od zunanjega sveta in od trajnih stikov in vezi z družino, sorodniki, prijatelji in sodelavci. Primeri totalnih organizacij so zapori, poboljševalnice, zavodi za duševno bolne, zavodi za osebe z motnjami v razvoju, samostani, vojašnice, ipd.